# Berlin (New Hampshire)
Berlin is een plaats (city) in de Amerikaanse staat New Hampshire, en valt bestuurlijk gezien onder Coos County.

## Demografie
Bij de volkstelling in 2000 werd het aantal inwoners vastgesteld op 10.331.
In 2006 is het aantal inwoners door het United States Census Bureau geschat op 9954, een daling van 377 (-3,6%).

## Geografie
Volgens het United States Census Bureau beslaat de plaats een oppervlakte van
161,8 km², waarvan 159,9 km² land en 1,9 km² water. Berlin ligt op ongeveer 241 m boven zeeniveau.

## Plaatsen in de nabije omgeving
De onderstaande figuur toont nabijgelegen plaatsen in een straal van 36 km rond Berlin.

## Geboren
- Earl Tupper (1907–1983), uitvinder van Tupperware, luchtdicht afsluitbare kunststofbakjes voor voedselopslag
- Elisabeth Raum (1945), Canadees componiste en hoboïste
- Jonathan Aube (1969), acteur, filmregisseur, scenarioschrijver, filmproducent, filmeditor en cinematograaf